# Lâu đài Habsburg
Lâu đài Habsburg (tiếng Đức: Schloss Habsburg; tiếng Anh: Habsburg Castle) là một pháo đài thời trung cổ nằm ở khu vực ngày nay là Habsburg, Brugg, thuộc bang Aargau, Thuỵ Sĩ, gần sông Aar. Vào thời điểm xây dựng, vị trí này là một phần của Công quốc Swabia. Lâu đài Habsburg là nơi ở ban đầu của Nhà Habsburg, là dòng họ đã xây dựng nên một trong những vương triều và hoàng gia hùng mạnh hàng đầu ở châu Âu. Công trình này là một di sản của Thụy Sĩ có ý nghĩa quốc gia.

## Lịch sử
Lâu đài được xây dựng vào khoảng năm 1020 bởi Bá tước Radbot, chủ nhân của Bá quốc Klettgau, thuộc Công quốc Swabia, và Werner, Giám mục của Strasbourg. Họ đã cho xây dựng lâu đài cách Klettgau 35 km về phía Tây Nam, trên bờ sông Aar, phụ lưu lớn nhất của sông Rhine. Người ta tin rằng vị Bá tước đã đặt tên lâu đài theo tên một con diều hâu (tiếng Đức: Habicht) được nhìn thấy đậu trên tường của lâu đài. Một số nhà sử học và ngôn ngữ học tin rằng cái tên này có thể xuất phát từ từ tiếng Đức thời Trung Cổ hab/hap có nghĩa là ford (một điểm cạn trên sông hoặc suối có thể lội qua), vì nó nằm gần một ngã ba của sông Aar.
Tên của lâu đài "Habsburg" đã không được thêm vào danh hiệu của các bá tước Klettgau cho đến khi cháu trai của Radbot là Otto II đã thêm cụm từ "von Habsburg" vào danh hiệu của mình, đây là dấu mốc bắt đầu hình thành Nhà Habsburg.
Tầm quan trọng của Lâu đài Habsburg giảm dần sau khi hậu duệ đời thứ 7 của Radbot là Vua La Mã - Đức Rudolph chuyển cơ sở quyền lực của gia tộc sang Công quốc Áo vào năm 1276. Lâu đài Habsburg vẫn là tài sản của Nhà Habsburg cho đến năm 1415, khi Công tước Frederick IV của Áo mất bang Aargau vào tay Liên minh Thụy Sĩ.